# Mourecotelles biciliatus
Mourecotelles biciliatus är en biart som först beskrevs av Cockerell 1918.  Mourecotelles biciliatus ingår i släktet Mourecotelles och familjen korttungebin. Inga underarter finns listade i Catalogue of Life.